# Rosse dwergral
De rosse dwergral (Laterallus ruber) is een vogel uit de familie van de Rallen, koeten en waterhoentjes (Rallidae).

## Verspreiding en leefgebied
Deze soort komt voor van oostelijk Mexico tot Costa Rica.

## Status
De grootte van de populatie is in 2019 geschat op 50-500 duizend volwassen vogels. Op de Rode lijst van de IUCN heeft deze soort de status niet bedreigd.